# Манкос, Евгений Георгиевич
Евгений Георгиевич Манкос (26 июля 1941, Москва, РСФСР, СССР — 3 апреля 2003, Ульяновск, Россия) — советский хоккеист с мячом, футболист, тренер, заслуженный тренер СССР (1985). Главный тренер сборной СССР по хоккею с мячом в 1991 году, сборной СНГ по хоккею с мячом с 1991 по 1992 год. Главный тренер сборной России по хоккею с мячом с 1992 по 1994 год.

## Биография

### Карьера игрока
Евгений Георгиевич Манкос родился в 1941 году в Москве. В хоккей с мячом начал играть в школе «Машиностроителя» в 10-летнем возрасте. В 1954—1959 годах играл в юношеских командах «Буревестника». Взрослая карьера началась в клубной команде ЦСК МО, где он провёл один сезон. Основная часть карьеры прошла в «Динамо», «Зорком» и «Филях». Чемпион СССР по хоккею с мячом (1967), серебряный призёр чемпионатов СССР (1966, 1968). Чемпион РСФСР по хоккею с мячом (1971), Обладатель Кубка ВЦСПС (1980).
В летнее время играл в футбол. Выступал за «Серп и Молот» (Москва), «Авангард» (Коломна), «Торпедо» (Подольск), клубы Узбекистана «Политотдел» и «Янгиер». Последним его клубом был «Металлург» (Тула).

### Карьера тренера
Завершив карьеру игрока, сначала работал с молодёжной командой ХК «Зоркий», в футбольной команде «Зоркий», с которым побеждал в чемпионате Московской области, дважды побеждал в Кубке ВЦСПС.
Дальнейшая карьера была связана с работой в командах по хоккею с мячом.
Из клубных команд работал с «Зорким», «Севером», «Волгой». Под его руководством «Зоркий» дважды стал чемпионом страны (1992, 1993), серебряным призёром чемпионатов СССР (1983, 1985, 1991), бронзовым призёром чемпионатов СССР (1982, 1987, 1989), обладателем Кубка СССР (1985, 1986, 1989, 1990, 1991), обладателем Кубка России (1993), обладателем Кубка европейских чемпионов (1992) и победителем Кубка мира (1990).
Работал со сборными командами страны: главный тренер сборных СССР, СНГ и России в 1991—1994 годах, тренер сборной СССР (1989—1991).
Сборная России под руководством Манкоса стала обладателем серебряных медалей чемпионата мира 1993 года, сборная СНГ стала бронзовым призёром Международного турнира на призы Правительства России 1992 года, сборная России — бронзовым призёром турнира 1994 года. Главный тренер второй сборной СССР в 1985—1987 годах, юниорской сборной СССР в 1987—1988 годах, которая стала обладателем бронзовых медалей чемпионата мира среди юниоров 1988 года. Сборная СССР при его участии завоевала золотые медали чемпионата мира 1991 года, победила на Международном турнире на приз газеты «Советская Россия» 1990 года.
Председатель тренерского совета ФХМР в 1992—1994 годах.
Умер в Ульяновске 3 апреля 2003 года. Похоронен на Митинском кладбище Москвы (участок №162 "А").

## Государственные награды
Награждён орденом Трудового Красного знамени (1986) и почётным знаком «За заслуги в развитии физической культуры и спорта».

## Семья
Его сыновья тоже стали спортсменами — Виталий Манкос (футболист) и Вячеслав Манкос (игрок в хоккей с мячом, тренер).